# 近藤倫子
近藤 倫子（こんどう りんこ、1975年11月18日 - ）は、東京都出身の著述家、講演家、ラジオパーソナリティ。日本女子大学通信教育課程家政学部児童学科卒業。LGBTと多様性を考える会事務局長。

## 来歴
1975年11月18日、東京都新宿区に生まれ、三鷹市で育つ。都立高校卒業。
2020年10月日本女子大学通信教育課程家政学部児童学科入学、子育てと学業を両立しながら最短で2024年9月卒業。江東区が独自に行う「訪問型児童家庭支援士登録制度」に登録する。
2022年10月から児童福祉について看護雑誌に執筆活動を開始。2023年1月からラジオ番組パーソナリティ、2025年からyoutube番組を開始した。2023年頃から「内なる国防は家庭にあり」をテーマに保守系言論誌で活動、講演、ラジオ、youtube番組出演を開始。夫婦別姓制度は、強制的親子別姓につながるとして、同制度への反対の立場から言論活動を行う。

## 出版

### 著書
- 『大人女子大生になる方法:可能性は無限大! 人生100年時代の今、40代からをどう生きるか。』Kindle出版、2023年1月18日
- 『価値観の侵略から日本の子どもを守る』ハート出版、2025年2月、 ISBN 978-4802401869（仮題「愛国心の育み方　─内なる国防は家庭に在り―」）
- 『[復刻版] こどものしつけ [国民礼法 低学年版]』ハート出版、2025年5月、ISBN  978-4802402378（解説を担当）』[6]

### 雑誌
- 『ナーシングキャンバス』Gakken メディカル出版事業部、「児童福祉法の改正について」2022年10月号・「こども基本法の成立とこども家庭庁の設置について」2022年12月号・「児童虐待から考える子どもの社会資源と看護のかかわり」2023年3月号・「子ども政策のリーダーこども家庭庁について知ろう」2023年8月号・「患者さんの利益を守る「同意」のプロセス」9月号、「日本版DBSってなんだろう？」2024年1月号・「連載：社会的養護」の現場で活躍する看護師第1回～11回」2024年4月号・5月号・6月号・7月号・8月号・9月号・10月号・11月号・12月号・2025年1月号・2月号
- 『國の防人』展転社、「内なる国防は家庭にあり」2023年3月号（通号25号）・「アタッチメントと愛国心①」2023年9月号（通号26号）・「アタッチメントと愛国心②」2023年12月号（通号28号）・「アタッチメントと愛国心③」2024年3月号（通号29号）・「ライフサイクル理論と愛国心①」2024年6月号（通号30号）・「ライフサイクル理論と愛国心②」2024年9月号（通号31号）・「ライフサイクル理論と愛国心③」2024年12月号（通号32号）・「ライフサイクル理論と愛国心④」2025年3月号（通号33号）・「ライフサイクル理論と愛国心⑤」2025年6月（通号34号）
- 『世界日報』世界日報社、2023年12月[7]
- 『明日への選択』日本政策研究センター、「内なる国防は家庭に在り」2024年2月号20頁-21頁・「選択的夫婦別姓は「児童虐待容認制度」」2025年1月号・「「内なる国防」は家庭にあり、価値観の侵略から子供たちを守れ」2025年4月号
- 『月刊WiLL』ワック、2024年3月号・2024年5月号‐6月号・2024年9月号・2025年4月号・2025年6月号・2025年9月号
- 『致知』致知出版、「選択的な夫婦別姓制度にNo！」2025年5月号[8]

## 出演

### 新聞
- 「石破首相沈黙『選択的夫婦別姓』の危険性」夕刊フジ、2024年10月22日版4面（産経新聞社）
- 「『選択的夫婦別姓』の危険」夕刊フジ、2024年11月14日版4面（産経新聞社）
- 「やっぱり危険な選択的夫婦別姓　子供に「差別」や「アイデンティティー喪失」権利侵害の可能性　日本の国益を大きく損なう」ZAKⅡ2024年11月15日（産経新聞社）[9]
- 「欧米の価値観の侵略から国を守る」新聞アイデンティティ、2024年12月1日版3面
- 「『選択的夫婦別姓』に異議あり」橋本琴絵と対談、夕刊フジ、2024年12月11日版1面（産経新聞社）
- 「選択的夫婦別姓の導入に「高齢の親世代」も懸念　「孫の幸せ」「先祖代々の土地やお墓」「お葬式や法事」「介護」などを心配」夕刊フジ、2025年1月4日版4面（産経新聞社）

### 講演
- 安濃豊と講演「内なる国防は家庭にあり」星稜会館多目的ホール（2023年12月16日）
- 「内なる国防は家庭にあり」勝兵塾第152回月例定例会（公益財団法人アパ日本再興財団）アパグループ東京本社（2024年2月15日）石井苗子、久野潤と登壇[10]
- 「家庭の中で、子育てを通して育む愛国心、内なる国防は家庭にあり」東京江東ロータリークラブ（2024年5月7日）
- 「パンデミック条約を止めろ（深田萌絵、我那覇真子、須藤元気、折本たつのりと登壇）」星稜会館（2024年5月22日）[11]
- 日本会議中野支部特別講演会「万世一系こそが君民一体の核心！日本の力の源を考える」（中野区産業振興センター、2024年6月16日）[12]
- 「内なる国防は家庭にあり」第214回世日クラブ定期講演会（2024年6月22日、オンライン）[13]
- 「明るく楽しく朗らかに　家庭の中で育む大和の心」東京都深川倫理法人会経営者モーニングセミナー（カンファレンスホテルLstay＆grow南砂町、2024年7月6日）
- 「内なる国防は家庭にあり～国を愛することと家庭を愛することは同じ～」第75回はなみづき勉強会（衆議院第一会館、2024年8月2日）
- 安濃豊、ジェイソン・モーガン、sayaと講演「アジア解放記念日式典」（星稜会館、2024年9月8日）[14]
- 公益財団法人アパ日本再興財団、アパグループ東京本社（2024年9月19日）下村博文、秋葉賢也と登壇
- 「内なる国防は家庭に在り」第15回墨東世日クラブ（すみだ産業会館、2024年10月26日）
- 「家族分断の夫婦別姓を阻止するために！ー国民の意思は旧姓の通称使用法制化ー」（中野区産業振興センター、2025年2月16日）
- 「いまさら聞けない？夫婦別姓ってどうなるの？」（中野区産業振興センター、2025年3月14日）
- 「選択的夫婦別姓に断固反対、価値観の襲撃から日本を守る」建て直そう日本女性塾5月例会（参議院会館、2025年5月28日）[15]

### ラジオ
- 八王子エフエム
  - Life style Topics cutting edge - パーソナリティ、2023年1月〜[16]
  - スナック3と9 - レギュラー
  - 佐野美和アグリー - ゲスト
  - ホントにあった話2023春 - ゲスト
  - 冨永裕輔 癒しの森 八王子時間 - ゲスト
- ホンマルラジオ「本気丸出しホンマルラジオ表参道局【表参道】けんこう広場」- ゲスト
- レインボータウンFMリッチーマンのエンタメ倶楽部 - ゲスト

### Youtube
- 近藤倫子チャンネル（2025年2月4日配信開始[17]）
- デイリーWiLL
- 新日本文化チャンネル桜[18]
- 赤坂ニュース[19]
- Channel AJER
- 三姉妹燦DAY[20][21][22]
- 松田政策研究所チャンネル[23]
- 文化人放送局
- 虎ノ門ニュース[24]
- テキサス親父日本事務局 ワールド・オヤジ・サテライト[25]
- ハート出版の日本のハートに火を点けろ[26]

## 所属団体[要出典]
- 日本政策研究センター
- 公益財団法人日本国防協会
- 皇統を守る国民連合の会
- 日本子ども虐待防止学会
- 伊勢麻振興協会
- 勝兵塾